# 長野県道342号宮村湯田中停車場線
長野県道342号宮村湯田中停車場線（ながのけんどう342ごう みやむらゆだなかていしゃじょうせん）は、長野県上高井郡高山村と下高井郡山ノ内町の長野電鉄長野線湯田中駅を結ぶ一般県道。上高井郡高山村から小池峠・中野市域を経て下高井郡山ノ内町の区間は自動車通行不能である。湯田中駅から国道292号までの区間は志賀高原へ向かう主要道路であり、路線バスの通行も多い。

## 概要

### 路線データ
- 起点：上高井郡高山村大字奥山田字宮村（長野県道66号豊野南志賀公園線交点）
- 終点：下高井郡山ノ内町大字平穏（長野電鉄長野線湯田中駅前＝長野県道478号湯田中停車場線交点）

## 通過する自治体
- 長野県
  - 上高井郡高山村 - （中野市※未開通区間） - 下高井郡山ノ内町

## 交差する道路・河川

### 高山村
- 奥山田付近（起点）
  - 長野県道66号豊野南志賀公園線
- 淵の沢橋（奥山田）
  - 淵ノ沢川

### 山ノ内町
- 大日堂橋（佐野）
  - 三沢川
- （佐野付近）
  - 長野県道356号角間中野線
- 佐野角間インターチェンジ（佐野）
  - 国道292号上林〜夜間瀬バイパス（オリンピック道路）
- 星川橋（平穏）
  - 夜間瀬川
- 湯田中駅前（平穏＝終点）
  - 長野県道478号湯田中停車場線

## 周辺の地理・施設
- 十王堂
- 狩田八幡宮
- 山ノ内町立南小学校
- 佐野遺跡
- 湯田中温泉
- 湯田中駅